# Claviorgue de Lorenz Hauslaib
El Claviorgue de Lorenz Haulsaib és un dels pocs exemples d'un claviorgue del s.XVI, i un dels instruments més singulars i sorprenents de la col·lecció del Museu de la Música de Barcelona, està instrument format per un orgue i una espineta. A la primavera del 2013 va ser quan es va completar la seva restauració.

## Característiques
És un objecte que combina la mecànica d'un petit orgue i la d'una petita espina, de manera que aconseguim un so que és una barreja d'aquests dos timbres.
És un dels poquíssims claviorgues del segle xvi que es conserven a tot el món, i molt probablement l'únic que, 400 anys després de la seva construcció, està en condicions de ser tocat obtenint, amb els materials de l'època, un bon resultat sonor.

## Història
Està fabricat per Lorenz Hauslaib (Nuremberg, 1568 - Regensburg, 1625), un constructor i comerciant d'orgues i altres instruments de teclat.
El claviorgue era una dels instruments més valorats i dels més habituals en els salons aristocràtics del segle xvi i XVII, amb una presència especialment intensa a les penínsules i ibèrica i italiana.
Se n'han conservat només tres exemplars d'època: el del Museu de la Música de Barcelona (MDMB 821), el del Metropolitan Museum de Nova York (89.4.1191) i el del Glinka Museum de Moscou, i el del museu de la músic a és un dels pocs que es pot utilitzar per a la interpretació gràcies a una acurada restauració.
La recuperació més important de l'instrument va ser l'espineta, ja que no es conservava l'original i es va refer gràcies a les informacions proporcionades per l'instrument conservat al Metropolitan Museum de Nova York i als treballs rigorosos del constructor i restaurador Joan Martí.

En Pere Casulleras ha fet una virtualització d'aquest orgue que podeu trobar en el següent enllaç.